# Brahmana Periya-Agraharam
Brahmana Periya-Agraharam là một thị xã panchayat của quận Erode thuộc bang Tamil Nadu, Ấn Độ.

## Nhân khẩu
Theo điều tra dân số năm 2001 của Ấn Độ, Brahmana Periya-Agraharam có dân số 21.275 người. Phái nam chiếm 51% tổng số dân và phái nữ chiếm 49%. Brahmana Periya-Agraharam có tỷ lệ 64% biết đọc biết viết, cao hơn tỷ lệ trung bình toàn quốc là 59,5%: tỷ lệ cho phái nam là 71%, và tỷ lệ cho phái nữ là 57%. Tại Brahmana Periya-Agraharam, 12% dân số nhỏ hơn 6 tuổi.